# Viaur
De Viaur is een rivier in het zuiden van Frankrijk. Ze stroomt door drie departementen van de Occitanie: Aveyron, Tarn en Tarn-et-Garonne. De Viaur ontspringt in het Parc naturel régional des Grands Causses aan de Puech del Pal op het Plateau du Lévézou en mondt uit in de Aveyron te Laguépie.
De belangrijkste zijrivieren zijn de Varairous, de Bage, de Vioulou, de Céor, de Griffou en de Lézert.